# Vodne bolhe
Vodne bolhe (znanstveno ime Cladocera) so red rakov, ki ga uvrščamo v primitiven razred Branchiopoda, sestavlja pa ga blizu 1000 danes živečih opisanih vrst, kar je približno polovica vseh znanih vrst Branchiopodov. Nekatere vrste so zelo pogoste in razširjene po vsem svetu, med njimi so najbolj znane tiste iz rodu Daphnia.

## Telesna zgradba
Vodne bolhe dosegajo milimetrske velikosti. Njihov trup povsem obdaja dvoloputast karapaks, iz katerega moli le glava in je na zadnji strani navadno podaljšan v trn. Na sredi glave je eno samo sestavljeno oko, ki je nastalo z zlivanjem para očes pri prednikih vodnih bolh. Število okončin na oprsju (torakopodov) je reducirano na pet do šest parov. Te okončine ne sodelujejo pri premikanju; v ta namen vodne bolhe uporabljajo velike, razvejane tipalnice. Pri primitivnejših vrstah so noge med seboj enake in nosijo listaste škrge, bolj specializirane vrste pa imajo nekatere od njih prilagojene za določen namen - filtriranje vode ali grabljenje plena.
Telo je brezbarvno in prosojno; pigmentirano je samo oko.

## Življenje
Vodne bolhe se večji del leta razmnožujejo nespolno, natančneje gre za partenogenezo. Ličinke, ki so vse po vrsti samice, se razvijejo iz neoplojenih diploidnih jajčec, ki jih samica nosi v valilniku na hrbtu med košem in trupom. Tak način jim omogoča izredno hitro razmnoževanje v obdobju, ko je dovolj hrane.
Ob ustreznih pogojih v okolju, ki nakazujejo konec sezone (kratek dan, pomanjkanje hrane, velika gostota populacije ipd.), začne samica leči haploidna jajčeca. Iz njih se razvijejo samci, ki oplodijo preostala jajčeca. Ta se obdajo z nepropustnim ovojem in tako zaščitena preživijo zimo ali sušo.
Značilen za vodne bolhe je tudi pojav ciklomorfoze - spreminjanje telesne oblike zaporednih generacij. Ob prisotnosti plenilcev v okolju se iz generacije v generacijo daljšajo trnasti izrastki skeleta, kar plenilcem otežuje požiranje. Ciklomorfozo sprožijo kemijski signali - snovi, ki jih izločajo plenilci.

## Ekologija
Večina vrst živi v sladkovodnih ekosistemih, posamezne pa v morjih in oceanih. Po habitatu se vodne bolhe ločujejo na planktonske in bentoške, po načinu prehrane pa na filtratorje in plenilce. Plenilske vrste imajo kavljaste noge, s katerimi grabijo plen, pogosto pa tudi zmanjšan ali celo popolnoma zakrnel koš, ki prekriva samo valilnik jajčec pri samicah. Imajo tudi bolje razvite oči kot filtratorske.
Zaradi hitrega razmnoževanja so navadno precej številčne in predstavljajo pomemben vir hrane za ribe (posebej mladice), ličinke žuželk in druge vodne plenilce. To izkoriščajo ribogojci, ki vodne bolhe posebej gojijo za hrano ribam. Priročne so tudi kot bioindikatorji za ugotavljanje toksičnosti v vodi raztopljenih snovi ali onesnaženosti, predvsem vrste iz rodu Daphnia, ki so najbolje raziskane.

## Sistematika
Po trenutno sprejeti klasifikaciji delimo red v štiri podredove, te v enajst družin, družine pa nato v 80 rodov.
Za Slovenijo je znanih okrog 50 vrst. Med pogostejšimi so steklasta vodna bolha (Daphnia hyalina), navadna vodna bolha (Daphnia pulex) in velika vodna bolha (Daphnia magna), vse iz skupine filtratorskih vrst; plenilske so v slovenskih sladkih vodah redkejše.